# Tabanus quaesitus
Tabanus quaesitus är en tvåvingeart som beskrevs av Stone 1938. Tabanus quaesitus ingår i släktet Tabanus och familjen bromsar. Inga underarter finns listade i Catalogue of Life.